# 塔梅加河

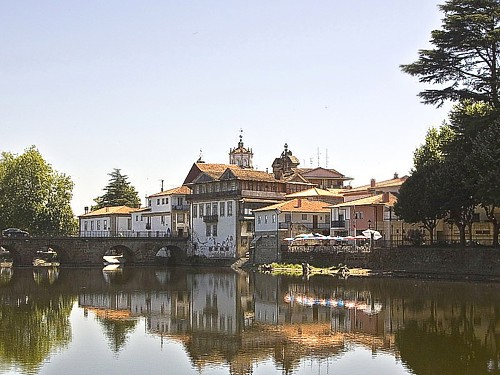
塔梅加河位於葡萄牙查韋斯鎮一段

塔梅加河（西班牙語：Río Támega；葡萄牙語：Rio Tâmega）是西歐的河流，屬於斗羅河的右支流，流經西班牙和葡萄牙，河道全長51.95公里，流域面積905平方公里，平均流量每秒0.44立方米。

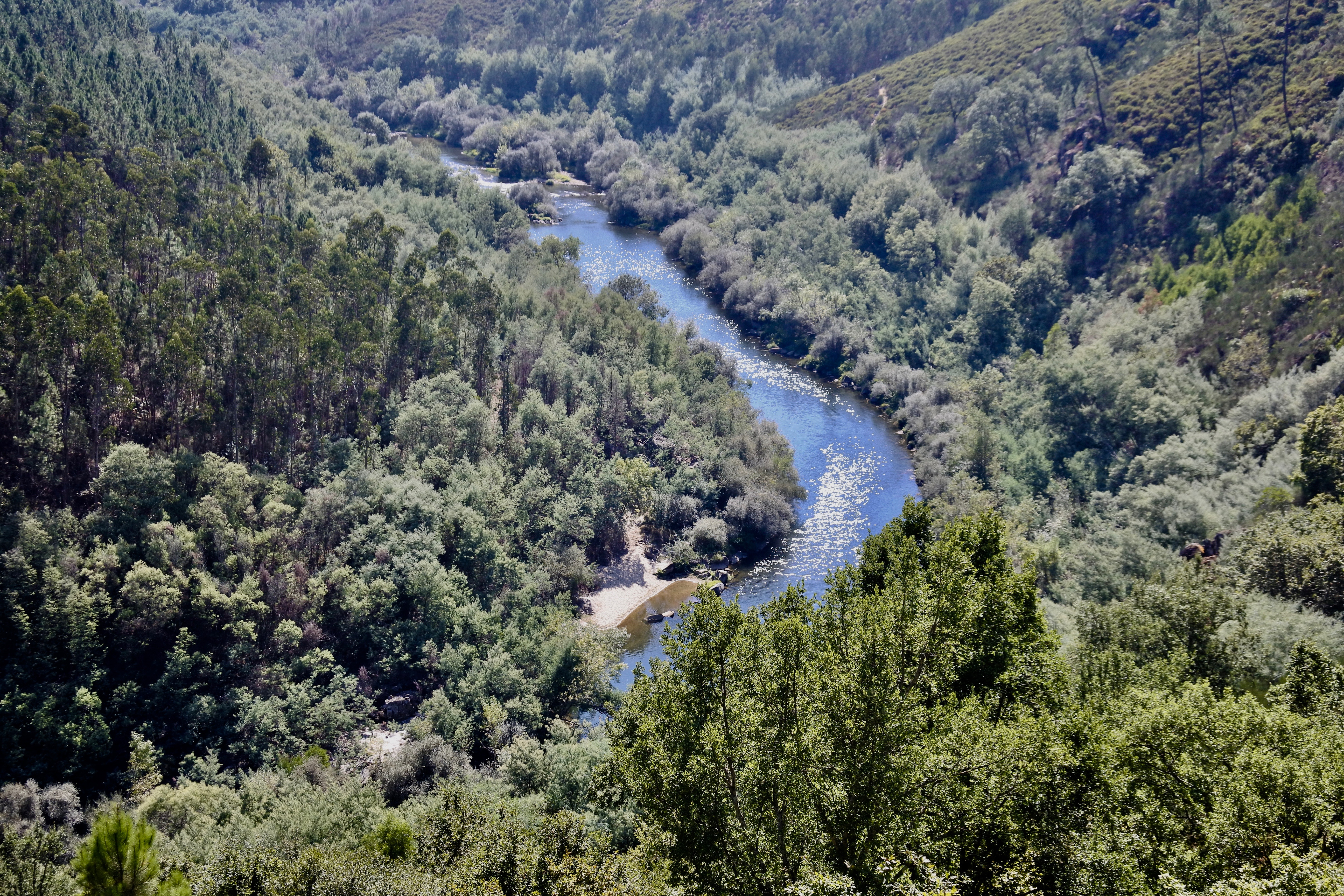
塔梅加河
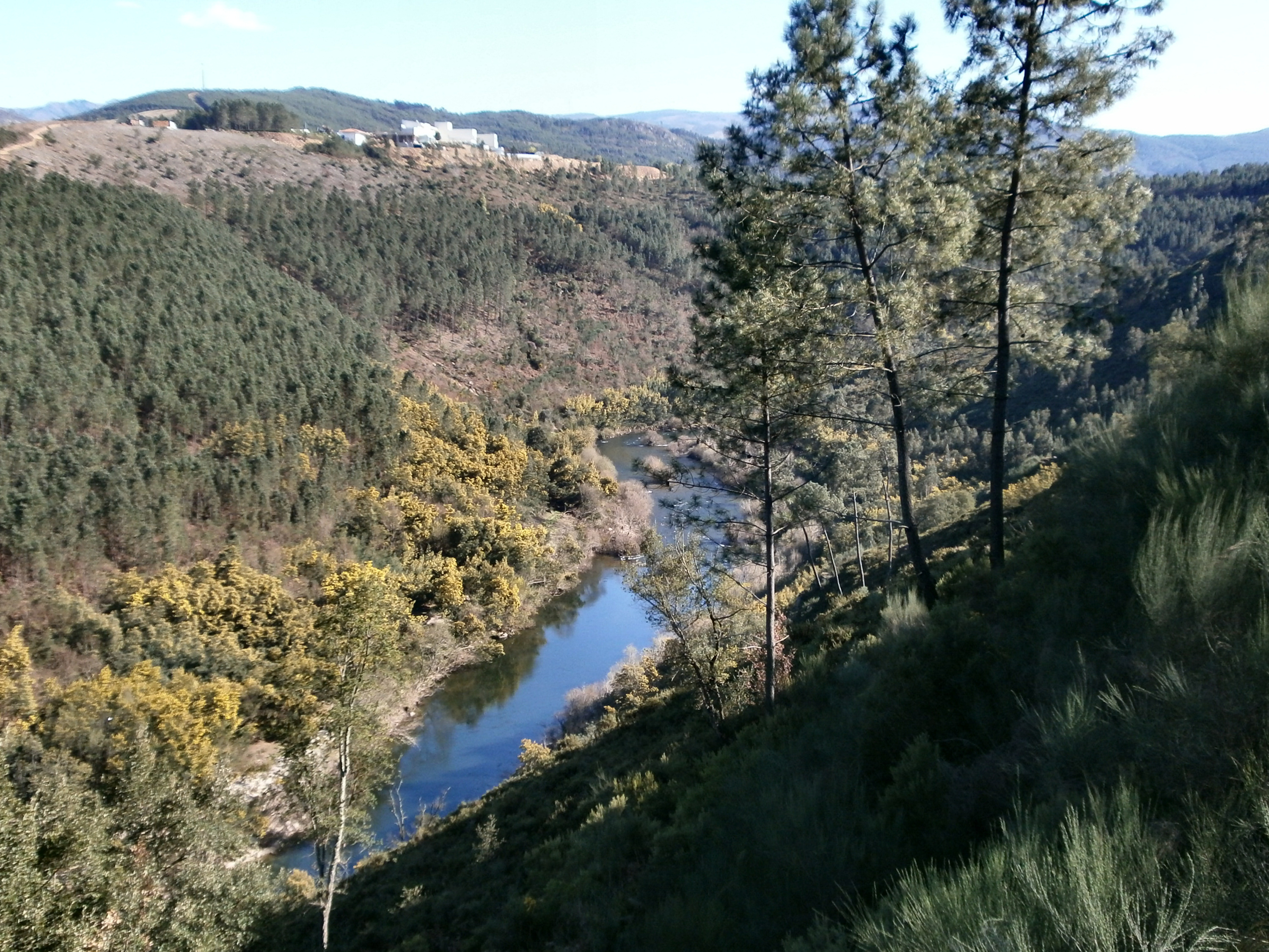
河谷
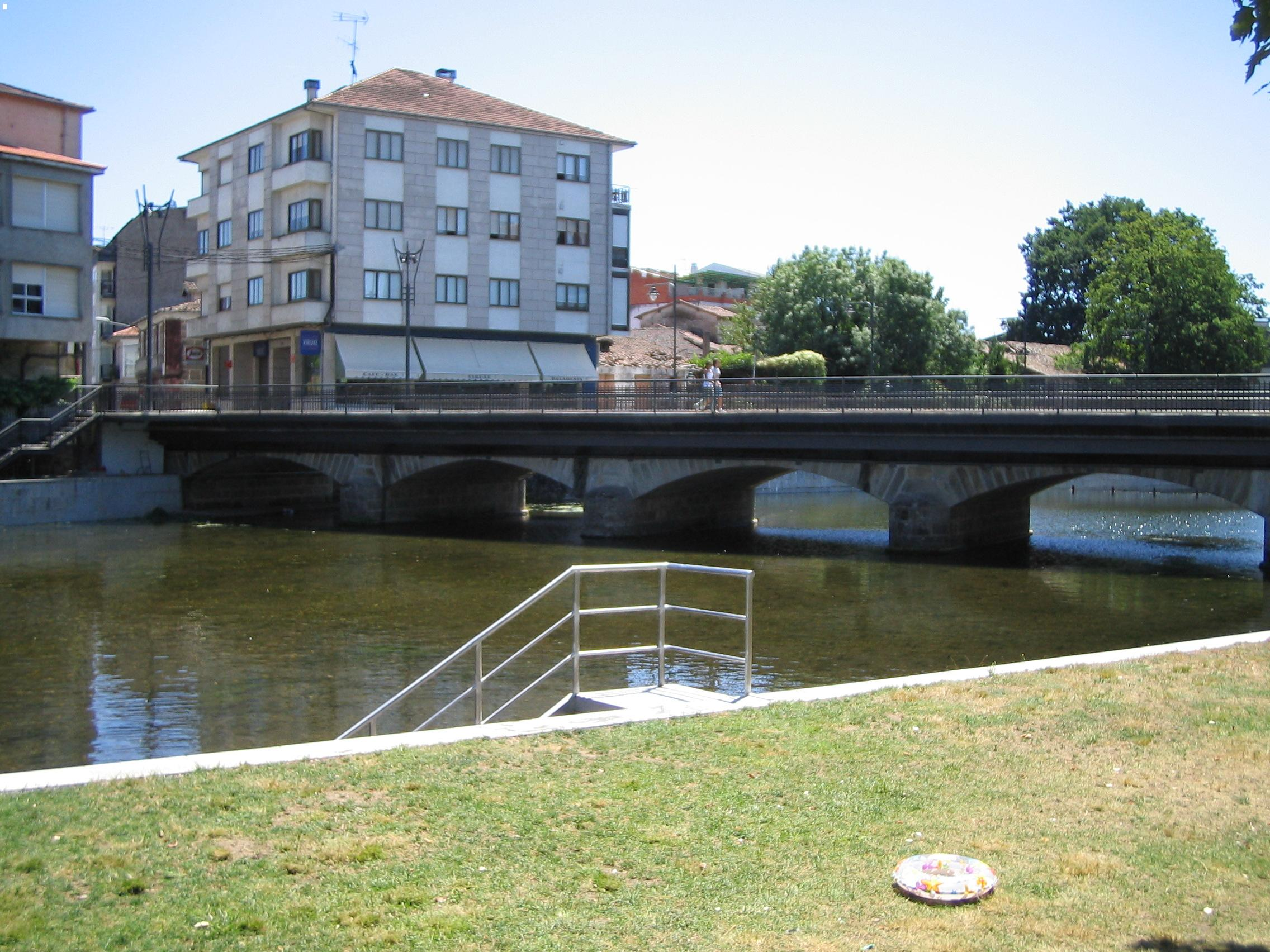
西班牙貝林鎮段

41°04′55″N 8°17′35″W / 41.082°N 8.293°W